# Stazione di Keiō-Tamagawa
La stazione di Keiō-Tamagawa  (京王多摩川駅?, Keiō-Tamagawa -eki) è una stazione ferroviaria della città di Chōfu, città conurbata con Tokyo. La stazione è servita dalla linea Keiō Sagamihara della Keiō Corporation.

## Linee
Keiō Corporation
● Linea Keiō Sagamihara

## Struttura
La stazione è realizzata in viadotto, e ospita due marciapiedi laterali con due binari passanti. Le banchine sono collegate al mezzanino sottostante da scale fisse, mobili e ascensori, e dispongonodi sala d'attesa climatizzata.
| 1 | ● Linea Keiō Sagamihara | per Keiō-Yomiuri-Land, Keiō-Tama-Center e Hashimoto                                    |
| 2 | ● Linea Keiō Sagamihara | per Chōfu, Meidaimae, Sasazuka, Shinjuku e linea Shinjuku della metropolitana di Tokyo |

## Stazioni adiacenti
| «                     | Servizio                   | »                     |
| Linea Keiō Sagamihara | Linea Keiō Sagamihara      | Linea Keiō Sagamihara |
| --------------------- | -------------------------- | --------------------- |
| Chōfu                 | Locale Rapido Semiespresso | Keiō-Inadazutsumi     |
| Transito              | Espresso Espresso Limitato | Transito              |